# ゴールデン・ゲート国立保養地
ゴールデン・ゲート国立保養地（Golden Gate National Recreation Area）は、サンフランシスコ・ベイエリア周辺の国立保養地である。3万3千ヘクタールという広大な領域を占め、南北の長さは95kmに及び、マリン郡、サンフランシスコ市、サンマテオ郡にまたがっている。
かつてこの地域にはアメリカ軍の施設が点在しており、その多くは老朽化していた。ベイエリアはアメリカ有数の人口密集地であり、これらを自然保護区に転用すべきという意見が地元の議員や環境保護活動家などから出された。
1972年10月27日にリチャード・ニクソン大統領が保養地の指定法案に署名して、自然環境の保全が義務付けられることになった。ゴールデン・ゲート国立保養地は廃止された軍用地と公有地、買収された民有地によって成り立っている。その中にはアルカトラズ島やサンフランシスコ・プレシディオのような有名な施設も含まれている。
1988年にサンフランシスコ・ベイエリア内の他の12カ所の保護地域と共に「ゴールデンゲート生物圏保護区」としてユネスコの生物圏保護区に指定された。
大都市に近接し交通アクセスが良いため、アメリカの国立公園の中で利用者数は常に上位に位置する。2019年は第1位であった。